# Adena (Ohio)
Adena falu az Amerikai Egyesült Államokban, Ohio államban, Harrison megyében.

## Demográfiai adatok
A 2000. évi népszámlálási adatok szerint Adena lakónépessége 815 fő, a háztartások száma 348, és 243 család él a faluban. Adena népsűrűsége 582 fő/km². A faluban 389 lakás van, km²-ként 277 lakás. A lakónépesség 98,28%-a fehér, 1,23%-a afroamerikai, 0,12%-a ázsiai és 0,37%-a legalább kettő rasszba tartozik.

## Történelme
Adena 1801-ben lett alapítva.